# Pseudocercospora alocasiicola
Pseudocercospora alocasiicola är en svampart som beskrevs av U. Braun & McKenzie 1999. Pseudocercospora alocasiicola ingår i släktet Pseudocercospora och familjen Mycosphaerellaceae.   Inga underarter finns listade i Catalogue of Life.